# IC 881
IC 881 је спирална галаксија у сазвјежђу Береникина коса која се налази на листи објеката дубоког неба у Индекс каталогу.
Деклинација објекта је + 15° 51' 1" а ректасцензија 13h 19m 56,3s. Привидна величина (магнитуда) објекта IC 881 износи 13,8 а фотографска магнитуда 14,7. IC 881 је још познат и под ознакама UGC 8375, MCG 3-34-16, CGCG 101-25, PGC 46498.